# 内田千鶴子
内田 千鶴子（うちだ ちづこ、1943年2月8日 – ）は、日本の浮世絵研究家。

## 略歴
1966年早稲田大学第一法学部卒業。1976年内田吐夢の次男・有作と結婚。1979年写楽研究を始め、1983年雑誌『歴史と人物』に「写楽＝能役者新史料」を発表。1993年『写楽・考』で写楽＝能役者斎藤十郎兵衛説を確立し、別人説をくつがえして定説となりつつある。江東区門前仲町に事務所がある。

## 著書
- 『評伝能役者斎藤十郎兵衛』緑の笛豆本の会　1991
- 『写楽・考』三一書房　1993
- 『写楽失踪事件 謎の浮世絵師が十カ月で消えた理由』ベストセラーズ　1995
- 『写楽』保育社　1999　カラーブックス
- 『能役者・写楽』三一書房　1999
- 『写楽を追え 天才絵師はなぜ消えたのか』イースト・プレス　2007
- 『宇宙をめざした北斎』2011　日経プレミアシリーズ

## 参考
- 写楽を追え: 紀伊國屋書店BookWeb